# 斑鰭單臂細鮃
斑鰭單臂細鮃為輻鰭魚綱鰈形目鰈亞目鮃科的其中一種，為熱帶海水魚，分布於中太平洋東部哥斯大黎加至秘魯海域，棲息深度205-384公尺，體長可達18公分，棲息在沙泥、礫石底質底層水域，生活習性不明，可做為食用魚。

## 扩展阅读
維基物種上的相關：斑鰭單臂細鮃